# کاپتین (دهانه)
کاپتین یک دهانه برخوردی در ماه‌ است.

## دهانه‌های اقماری
این دهانه ۸ دهانه اقماری دارد.
| Kapteyn | عرض جغرافیایی | طول جغرافیایی | قطر          |
| ------- | ------------- | ------------- | ------------ |
| A       | ۱۴.۲° S       | ۷۱.۳° E       | ۳۱.۰ کیلومتر |
| C       | ۱۳.۳° S       | ۷۰.۲° E       | ۴۸.۰ کیلومتر |
| B       | ۱۵.۶° S       | ۷۱.۰° E       | ۳۹.۰ کیلومتر |
| E       | ۸.۸° S        | ۶۹.۳° E       | ۳۱.۰ کیلومتر |
| D       | ۱۴.۵° S       | ۷۰.۶° E       | ۱۲.۰ کیلومتر |
| F       | ۱۴.۵° S       | ۷۰.۳° E       | ۹.۰ کیلومتر  |
| K       | ۱۳.۱° S       | ۷۱.۹° E       | ۸.۰ کیلومتر  |
| Z       | ۱۱.۲° S       | ۷۲.۵° E       | ۶.۰ کیلومتر  |